# Liste des monuments historiques de Valenciennes
Ce tableau présente la liste de tous les monuments historiques classés ou inscrits dans la ville de Valenciennes, Nord, en France.

## Liste
| Monument                                     | Adresse                                                | Coordonnées                      | Notice         | Protection     | Date      | Illustration                                |
| -------------------------------------------- | ------------------------------------------------------ | -------------------------------- | -------------- | -------------- | --------- | ------------------------------------------- |
| Auberge du Bon Fermier                       | 64, 66 rue de Famars                                   | 50° 21′ 18″ nord, 3° 31′ 16″ est | « PA00107846 » | Inscrit        | 1970      | Auberge du Bon Fermier                      |
| Château d'eau de la Place Verte              | 4 rue Louis Bracq                                      | 50° 21′ 33″ nord, 3° 31′ 51″ est | « PA59000181 » | Inscrit        | 2012      | Château d'eau de la Place Verte             |
| Ancien cinéma Le Palace                      |                                                        | 50° 21′ 19″ nord, 3° 31′ 41″ est | « PA59000201 » | Inscrit        | 2019      | Image manquante Téléverser                  |
| Citadelle                                    | Parc de la Citadelle Rue des Bigorneurs Rue de Roubaix | 50° 21′ 28″ nord, 3° 30′ 55″ est | « PA00107847 » | Inscrit        | 1987      | Citadelle                                   |
| Collège des Jésuites Bibliothèque municipale | Rue Ferrand                                            | 50° 21′ 35″ nord, 3° 31′ 09″ est | « PA00107848 » | Classé Inscrit | 1937 1968 | Collège des JésuitesBibliothèque municipale |
| Église Notre-Dame du Saint-Cordon            | Place de l'Abbé-Thellier-de-Ponchville                 | 50° 21′ 20″ nord, 3° 31′ 34″ est | « PA59000004 » | Inscrit        | 1996      | Église Notre-Dame du Saint-Cordon           |
| Église Saint-Géry                            | Rue Saint-Jean Rue de Paris                            | 50° 21′ 31″ nord, 3° 31′ 14″ est | « PA00107849 » | Classé         | 1946      | Église Saint-Géry                           |
| Faïencerie                                   | 48 rue de l'Intendance                                 | 50° 21′ 41″ nord, 3° 31′ 35″ est | « PA00107850 » | Inscrit        | 1944      | Faïencerie                                  |
| Fosse Dutemple                               | Fosse Dutemple                                         | 50° 21′ 45″ nord, 3° 28′ 53″ est | « PA00107922 » | Inscrit        | 1992      | Fosse Dutemple                              |
| Hôpital général                              | Place de l'Hôpital-Général                             | 50° 21′ 45″ nord, 3° 31′ 33″ est | « PA00107851 » | Classé         | 1945      | Hôpital général                             |
| Hôtel de Barneville                          | 16 avenue des Dentellières                             | 50° 21′ 22″ nord, 3° 31′ 09″ est | « PA00107853 » | Inscrit        | 1972      | Hôtel de Barneville                         |
| Hôtel Floréal                                | 56 rue de Paris                                        | 50° 21′ 33″ nord, 3° 31′ 14″ est | « PA00107854 » | Classé         | 1946      | Hôtel Floréal                               |
| Hôtel Hamoir                                 | 8 Rue du Grand-Fossart                                 | 50° 21′ 18″ nord, 3° 31′ 31″ est | « PA00107852 » | Inscrit        | 1944 1988 | Hôtel Hamoir                                |
| Hôtel de Lambesc                             | 70 rue du Quesnoy                                      | 50° 21′ 24″ nord, 3° 31′ 36″ est | « PA00107855 » | Inscrit        | 1944      | Hôtel de Lambesc                            |
| Hôtel Mer                                    | 14 rue du Grand-Fossart                                | 50° 21′ 18″ nord, 3° 31′ 33″ est | « PA00107856 » | Inscrit        | 1988      | Hôtel Mer                                   |
| Hôtel de ville                               | Place d'Armes                                          | 50° 21′ 28″ nord, 3° 31′ 26″ est | « PA59000073 » | Inscrit        | 2001      | Hôtel de ville                              |
| Immeuble                                     | 25 rue Abel-de-Pujol                                   | 50° 21′ 16″ nord, 3° 31′ 36″ est | « PA00107857 » | Inscrit        | 1944      | Immeuble                                    |
| Immeuble                                     | 10 place d'Armes                                       | 50° 21′ 25″ nord, 3° 31′ 23″ est | « PA00107858 » | Inscrit        | 1944      | Immeuble                                    |
| Immeuble                                     | 5 rue du Béguinage                                     | 50° 21′ 16″ nord, 3° 31′ 35″ est | « PA00107859 » | Inscrit        | 1944      | Immeuble                                    |
| Immeuble                                     | 35, 35bis rue Delsaux                                  | 50° 21′ 21″ nord, 3° 31′ 30″ est | « PA00107860 » | Inscrit        | 1944      | Immeuble                                    |
| Immeuble                                     | 39 rue Delsaux                                         | 50° 21′ 20″ nord, 3° 31′ 30″ est | « PA00107861 » | Inscrit        | 1944      | Immeuble                                    |
| Immeuble                                     | 46 rue de Famars                                       | 50° 21′ 21″ nord, 3° 31′ 17″ est | « PA00107862 » | Inscrit        | 1945      | Immeuble                                    |
| Immeuble                                     | 70 rue de Famars                                       | 50° 21′ 18″ nord, 3° 31′ 18″ est | « PA00107863 » | Inscrit        | 1944      | Immeuble                                    |
| Immeuble                                     | 84 rue de Famars                                       | 50° 21′ 16″ nord, 3° 31′ 19″ est | « PA00107864 » | Inscrit        | 1944      | Immeuble                                    |
| Immeuble                                     | 3 rue des Foulons                                      | 50° 21′ 22″ nord, 3° 31′ 23″ est | « PA00107865 » | Inscrit        | 1944      | Immeuble                                    |
| Immeuble                                     | 1 rue du Grand-Fossart                                 | 50° 21′ 19″ nord, 3° 31′ 30″ est | « PA00107866 » | Inscrit        | 1944      | Immeuble                                    |
| Immeuble                                     | 28 rue de l'Intendance                                 | 50° 21′ 38″ nord, 3° 31′ 33″ est | « PA00107867 » | Inscrit        | 1984      | Immeuble                                    |
| Immeuble                                     | 78 rue de Paris                                        | 50° 21′ 32″ nord, 3° 31′ 09″ est | « PA00107868 » | Inscrit        | 1984      | Immeuble                                    |
| Immeubles                                    | 35, 37 rue Saint-Jacques                               | 50° 21′ 36″ nord, 3° 31′ 17″ est | « PA00107869 » | Inscrit        | 1944      | Image manquante Téléverser                  |
| Maison                                       | 38 rue Delsaux                                         | 50° 21′ 22″ nord, 3° 31′ 30″ est | « PA00107871 » | Inscrit        | 1944      | Maison                                      |
| Maison                                       | 13 rue des Sayneurs                                    | 50° 21′ 30″ nord, 3° 31′ 13″ est | « PA00107874 » | Inscrit        | 1988      | Maison                                      |
| Maison à pans de bois                        | 12 rue de Famars                                       | 50° 21′ 24″ nord, 3° 31′ 20″ est | « PA00107872 » | Inscrit        | 1943      | Maison à pans de bois                       |
| Maison à pans de bois                        | 53 rue de Mons                                         | 50° 21′ 37″ nord, 3° 31′ 45″ est | « PA00107873 » | Classé         | 1924      | Maison à pans de bois                       |
| Maison du Prévôt                             | 13 rue Notre-Dame                                      | 50° 21′ 24″ nord, 3° 31′ 06″ est | « PA00107870 » | Classé         | 1923      | Maison du Prévôt                            |
| Musée des Beaux-Arts de Valenciennes         | boulevard Watteau                                      | 50° 21′ 27″ nord, 3° 31′ 51″ est | « PA59000224 » | Inscrit        | 2023      | Musée des Beaux-Arts de Valenciennes        |
| Mont-de-Piété                                | 10, 12 place Verte                                     | 50° 21′ 26″ nord, 3° 31′ 42″ est | « PA00107843 » | Inscrit Classé | 1968 1994 | Mont-de-Piété                               |
| Tour de la Dodenne                           |                                                        | 50° 21′ 14″ nord, 3° 31′ 37″ est | « PA00107842 » | Classé         | 1904      | Tour de la Dodenne                          |